# 30018 Loemele
30018 Loemele è un asteroide della fascia principale. Scoperto nel 2000, presenta un'orbita caratterizzata da un semiasse maggiore pari a 2,465960 UA e da un'eccentricità di 0,238457, inclinata di 8,686979° rispetto all'eclittica.